# Halichoeres pelicieri
Espèce
Statut de conservation UICN

 DD  : Données insuffisantes
Halichoeres pelicieri est un poisson osseux de petite taille de la famille des Labridae.

## Aire de répartition
Cette espèce est endémique à l'Afrique du Sud et à Maurice.

## Description
Ce poisson peut atteindre une longueur totale de 4,9 cm.

## Étymologie
Son nom spécifique, pelicieri, lui a été donné en l'honneur de Daniel Pelicier, collecteur mauricien de poissons d'aquarium, qui a notamment procuré des spécimens de cette espèce et fourni des photos de l'holotype vivant.